# Zähmung
Zähmung bezeichnet die Anpassung des Verhaltens von Wildtieren an die Bedürfnisse des Menschen. Zur Zähmung gehört, dass die Tiere Zutrauen zum Menschen fassen, Scheu und Fluchtreflex verlieren und den Menschen nicht angreifen oder verletzen und andere wilde Verhaltensweisen ablegen. Die Zähmung von Tieren ist nicht gleichzusetzen mit Dressur, also der weitergehenden Ausbildung des Tieres, oder der Domestikation.
Zähmung wird auch als Synonym für Beruhigung verwendet und im übertragenen Sinn beispielsweise auch auf Flüsse und Menschen angewandt. Historisch wurde Zähmung bis in die Neuzeit hinein auch für angebaute Pflanzen verwendet.

## Tiere
Zumeist werden Wildtiere zunächst gefangen. Für eine Zähmung muss Vertrauen aufgebaut werden. Zur Einpassung in die menschliche Lebensweise gehört die Anerkennung des Menschen als Autoritätsperson. Pferde werden hierzu eingeritten. Zähmung wird oft gleichgesetzt mit der gewaltsamen Unterwerfung von Tieren, viel effektiver ist jedoch eine gewaltfreie Zähmung.

## Ablauf der Zähmung
Das gefangene Tier muss zunächst artgerecht untergebracht, mit Futter und Wasser versorgt werden. Dann benötigt das Tier einen gewissen Zeitraum, um zur Ruhe zu kommen und sich an die neue Umgebung zu gewöhnen. Der Mensch sollte langsam und zurückhaltend Kontakt zum Tier aufnehmen. Der erste Kontakt sollte nicht viel mehr sein, als Beobachtung und Nähe zu dem Tier. Wenn es sich um einen Wildfang handelt, wird das Tier möglicherweise sehr ängstlich oder aggressiv auf die Anwesenheit des Menschen reagieren. Es ist kaum einem Tier möglich, über viele Stunden Angst zu fühlen oder aggressives Verhalten zu zeigen. Wenn es merkt, dass der Mensch in seiner Nähe nicht bedrohlich ist, wird es sich mit der Zeit beruhigen. Dann kann das Tier mit ruhiger Stimme angesprochen werden, damit es sich an die menschliche Stimme gewöhnt.
Der nächste Schritt ist die Gewöhnung an den menschlichen Geruch. Dafür sollte man dem Tier ein getragenes Kleidungsstück geben, an dem es riechen kann. Dies ist besonders bei den meisten Säugetieren wichtig, während der Geruch des Menschen für manche Vogelarten oder Reptilien eher unwichtig ist. Wenn es sich um ein sehr junges, ungefährliches Tier handelt, kann man es aus seiner neuen Behausung herausnehmen und auf dem Arm an den menschlichen Geruch gewöhnen. Dabei sollte man darauf achten, dass man das Tier bei diesem ersten Körperkontakt nicht überfordert.
Die meisten erwachsenen Tiere können einen Menschen verletzen, selbst dann, wenn sie nur so groß sind wie Mäuse. Deshalb sollte man beim ersten Körperkontakt zu ihnen sehr vorsichtig sein und ihnen erst einmal den Handrücken der geschlossenen Faust zum Schnuppern anbieten. In einen Finger kann ein Tier viel leichter beißen als in die geschlossene Faust. Viele Tiere lassen sich mit Futter davon überzeugen, dass der Mensch ihnen freundlich gesinnt ist. Hat das Tier Vertrauen zum Menschen gefasst und reagiert es weder ängstlich noch aggressiv auf die Berührung durch den Menschen, gilt die Zähmung als abgeschlossen.

## Zähmbare und unzähmbare Tiere

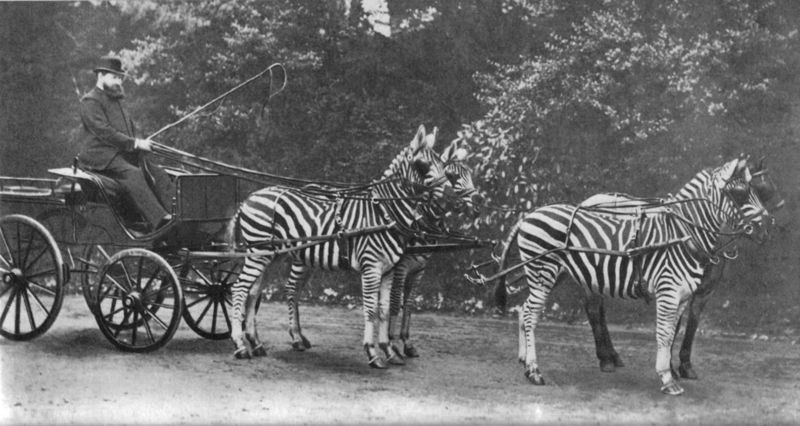
Die Zebrakutsche von Lionel Walter Rothschild

Fast alle Tiere sind zähmbar, wenn sie über ausreichende Gehirnkapazität verfügen und in der Lage sind zu lernen. So gelten z. B. Quallen oder Insekten nicht als zähmbar. Bei den Säugetieren gelten nur wenige als unzähmbar, beziehungsweise sehr schwer zähmbar, wie das Zebra. Aber auch Zebras lassen sich mit viel Geduld zähmen. Das bedeutet jedoch nicht, dass man Zebras direkt nach der Zähmung auch reiten kann. Es bedeutet nur, dass sie den Kontakt zum Menschen dulden und keine Aggressionen oder Angst zeigen.
Reptilien gelten als unzähmbar, obwohl sie sich an die Berührung durch den Menschen gewöhnen und diese Berührung auch akzeptieren. Reptilien sind jedoch keine Schmusetiere und reagieren oft mit Stress auf zu viel Nähe des Menschen. Reptilien können trotz jahrelanger Gewöhnung an den Menschen plötzlich angreifen.

## Beispiel Pferde
Junge vom Menschen gezogene Pferde sind in den meisten Fällen an Menschen gewöhnt und müssen daher nicht gezähmt werden, sondern werden weltweit normal eingeritten. Wildpferde, beispielsweise Dülmener Wildpferde, werden in Europa durch langsame Gewöhnung schrittweise gezähmt und dann wie junge Pferde eingeritten. Dieser Vorgang ist vergleichsweise langsam. 

In den USA werden dagegen Mustangs, um Zeit zu sparen, mit Gewalt gebrochen und eingeritten. Erst das von Monty Roberts eingeführte Join Up wurde in den USA als neue Methode akzeptiert, da sie noch schneller zum Ziel führt, als das Brechen.

## Menschen
Gelegentlich wird Zähmung auch auf menschliche Beziehungen angewandt, wie beispielsweise von William Shakespeare in seinem Stück „Der Widerspenstigen Zähmung“ (um 1594). Auch hier geht es unter anderem um die Annäherung an Lebensumstände und -rhythmus einer Person. In der Fabel „Der kleine Prinz“ (1943) von Antoine de Saint-Exupéry fordert der Fuchs den Prinzen auf, ihn zu bezähmen, um ihn lieben zu lernen.

## Galerie
Die Beispielbilder zeigen die Zähmung eines wilden Eichhörnchens in verschiedenen Phasen. Man sieht die totale Anspannung des Körpers auf dem ersten Bild, die vertrauensvolle Annäherung auf dem zweiten Bild und das entspannte Fressen aus der Hand auf dem dritten Bild. Auf dem vierten Bild frisst das Eichhörnchen mehrere Wochen später aus der Hand und lässt sich anfassen.

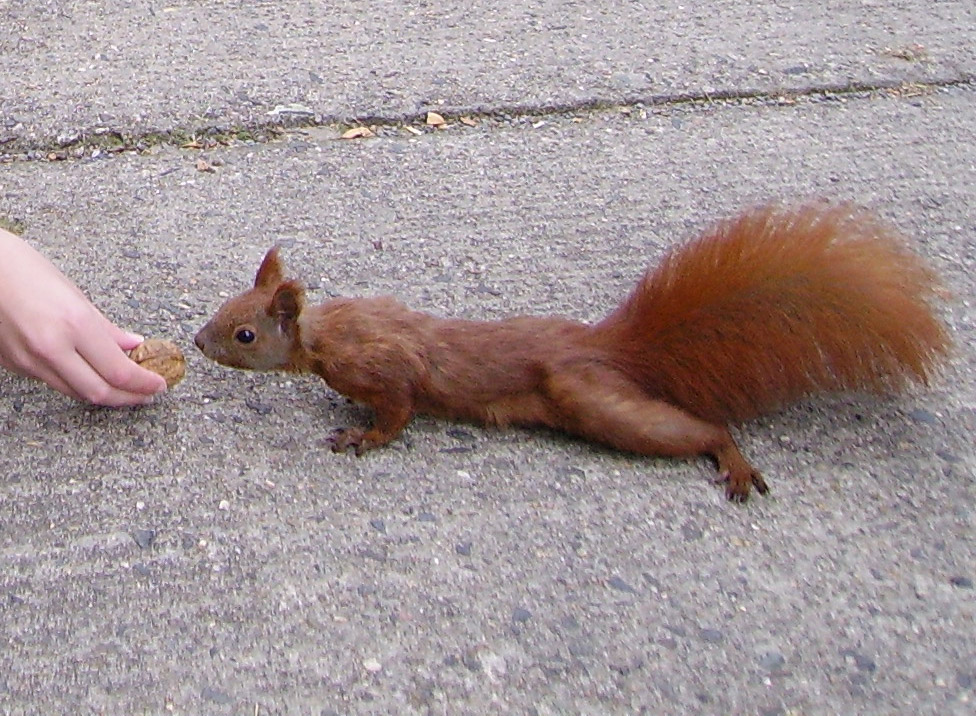
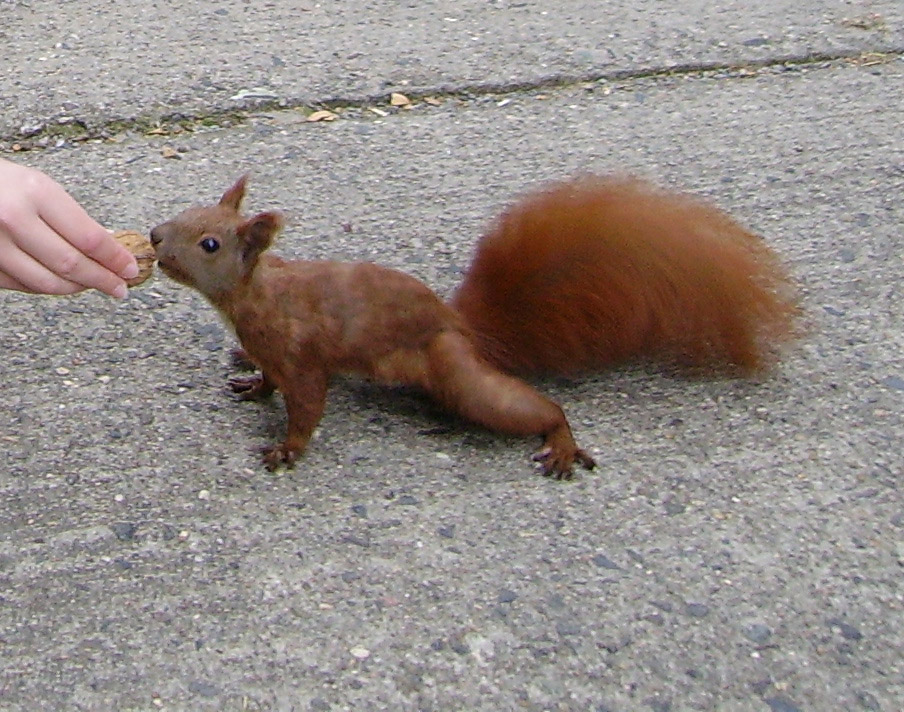
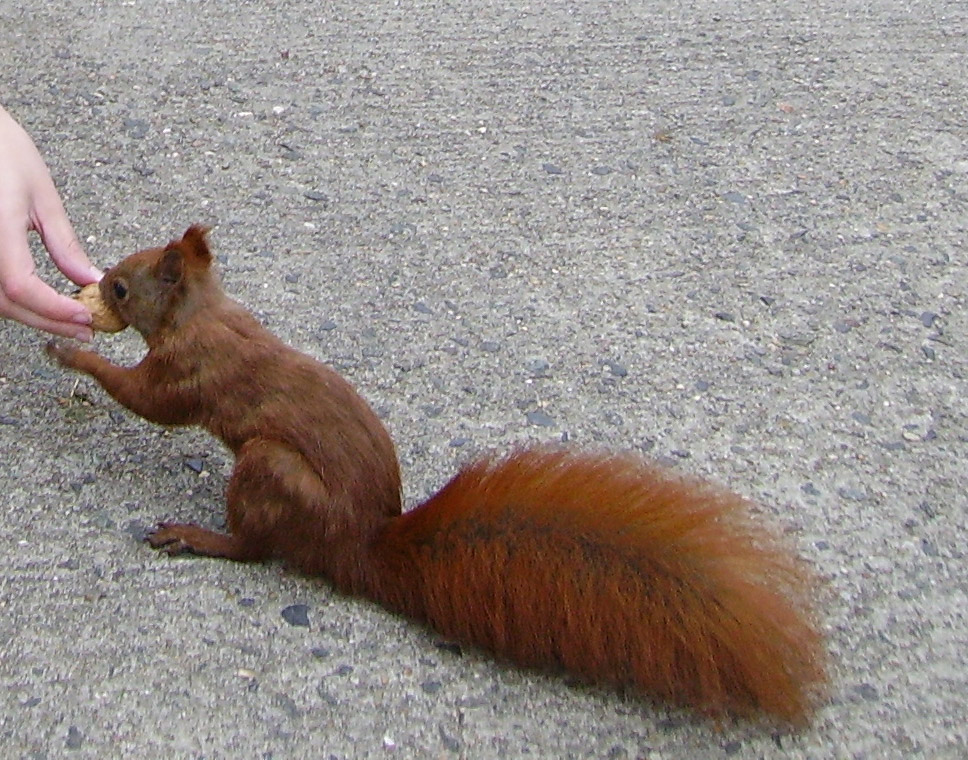
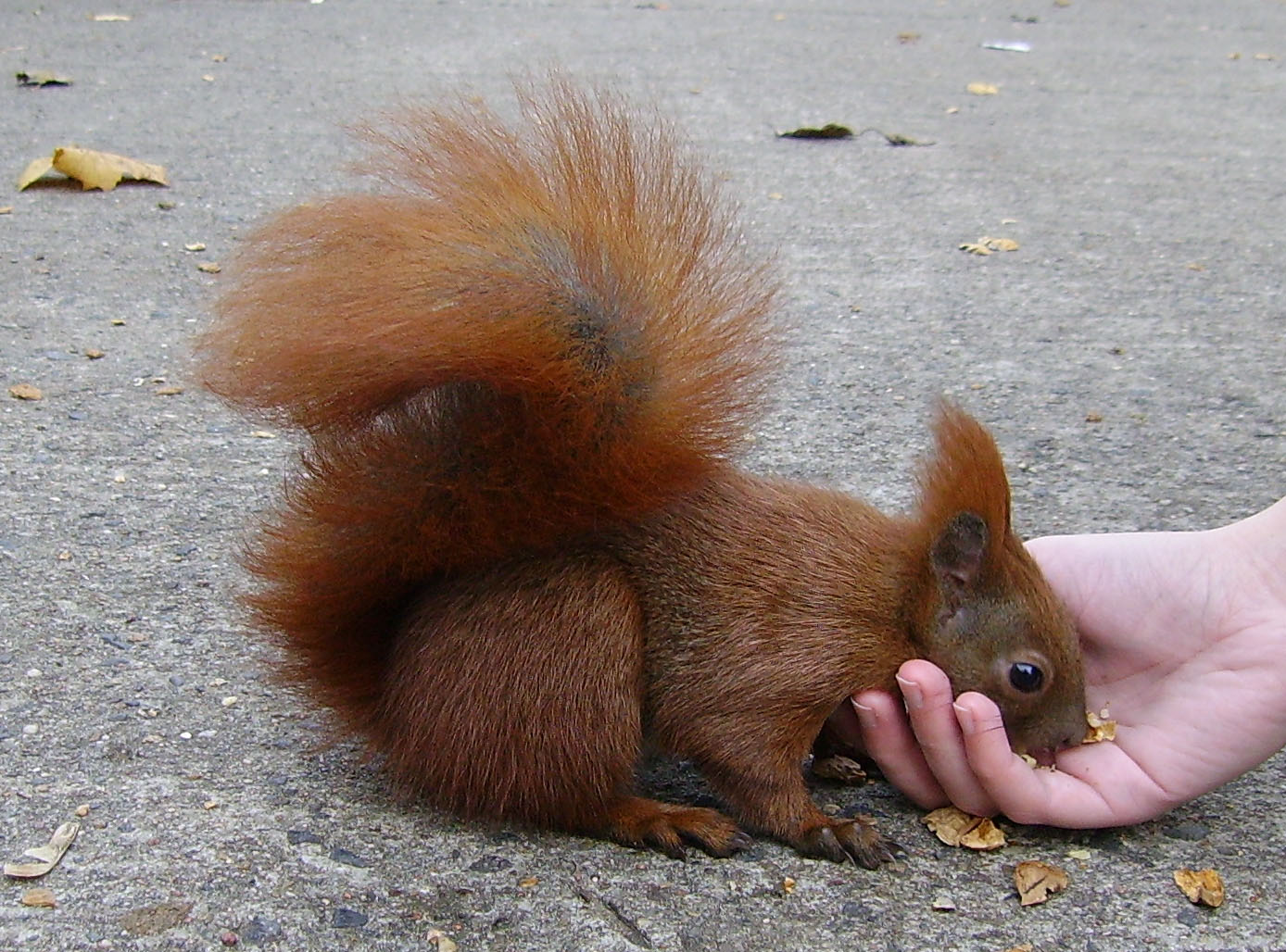